# Magomedmurad Gadżijew
Magomedmurad Gadżijew (en ruso: Магомедмурат Гаджиев, Magomedmurad Gadzhiyev; Gurbuki, URSS, 15 de febrero de 1988) es un deportista polaco de origen daguestano que compitió en lucha libre.
Ganó tres medallas en el Campeonato Mundial de Lucha entre los años 2017 y 2021, y seis medallas en el Campeonato Europeo de Lucha, entre los años 2010 y 2020. En los Juegos Europeos de Bakú 2015 obtuvo una medalla de plata en la categoría de 70 kg.
Participó en dos Juegos Olímpicos de Verano, en los años 2016 y 2020, ocupando el séptimo lugar en Tokio 2020, en la categoría de 65 kg.

## Palmarés internacional
| Representando a Rusia   |                        |                   |           |
| Campeonato Europeo      |                        |                   |           |
| Año                     | Lugar                  | Medalla           | Categoría |
| 2010                    | Bakú (Azerbaiyán)      | Medalla de oro    | 66 kg     |
| Representando a Polonia |                        |                   |           |
| Campeonato Mundial      |                        |                   |           |
| Año                     | Lugar                  | Medalla           | Categoría |
| 2017                    | París (Francia)        | Medalla de plata  | 65 kg     |
| 2019                    | Nursultán (Kazajistán) | Medalla de bronce | 70 kg     |
| 2021                    | Oslo (Noruega)         | Medalla de oro    | 70 kg     |
| Juegos Europeos         |                        |                   |           |
| Año                     | Lugar                  | Medalla           | Categoría |
| 2015                    | Bakú (Azerbaiyán)      | Medalla de plata  | 70 kg     |
| Campeonato Europeo      |                        |                   |           |
| Año                     | Lugar                  | Medalla           | Categoría |
| 2016                    | Riga (Letonia)         | Medalla de oro    | 70 kg     |
| 2017                    | Novi Sad (Serbia)      | Medalla de plata  | 70 kg     |
| 2018                    | Kaspisk (Rusia)        | Medalla de plata  | 70 kg     |
| 2019                    | Bucarest (Rumania)     | Medalla de bronce | 70 kg     |
| 2020                    | Roma (Italia)          | Medalla de oro    | 70 kg     |